# Philippe Payot
Joseph Philippe Payot, född 21 december 1893 i Chamonix i Haute-Savoie, död där 29 april 1958, var en fransk ishockeyspelare. Han var med i det franska ishockeylandslaget som kom på delad femte plats i de olympiska vinterspelen 1924 i Chamonix och på delad åttonde plats i de olympiska vinterspelen 1928 i Sankt Moritz.